# Río Chitra
El río Chitra es un río que se encuentra en el suroeste de Bangladés. Es uno de los grandes ríos costeros del sistema Ganges-Padma. Se une con el Nabaganga y luego desemboca en el río Bhairab.

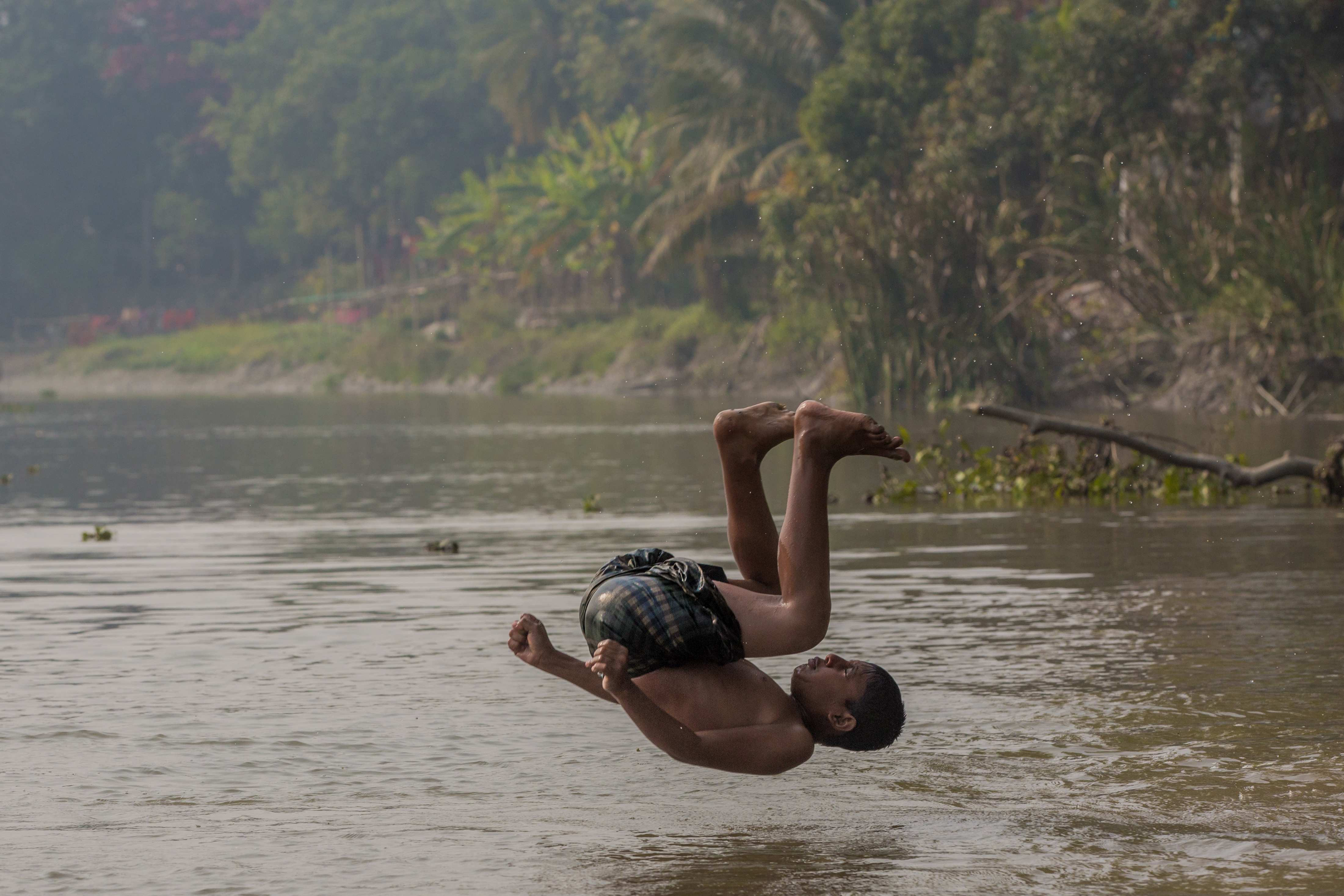
Un niño de una aldea saltando en el río Chitra, Norail, Bangladés.